# ادمیلسون گونزالوس پیمنتا
ادمیلسون گونزالوس پیمنتا (به پرتغالی: Edmilson Gonçalves Pimenta) مهاجم، هافبک اهل برزیل است که در شهر Santa Teresa و در تاریخ ۱۷ سپتامبر ۱۹۷۱ به دنیا آمده‌است.
ادمیلسون گونزالوس پیمنتا در تیم‌های فوتبال Colatina سابقهٔ حضور دارد.